# Střítež (Třebíč)
Střítež (in tedesco Stritesch) è un comune della Repubblica Ceca facente parte del distretto di Třebíč, nella regione di Vysočina.